# Supercoppa olandese 2018 (pallavolo femminile)
La Supercoppa olandese 2018 si è svolta il 29 settembre 2018: al torneo hanno partecipato due squadre di club olandesi e la vittoria finale è andata per la terza volta, la seconda consecutiva, allo Sliedrecht.

## Regolamento
Le squadre hanno disputato una gara unica.

## Squadre partecipanti
| Squadra    | Qualificazione                                              | Ultima partecipazione    |
| ---------- | ----------------------------------------------------------- | ------------------------ |
| Eurosped   | Finalista Coppa dei Paesi Bassi 2017-18                     | Supercoppa olandese 2016 |
| Sliedrecht | Vincitrice Eredivisie 2017-18/Coppa dei Paesi Bassi 2017-18 | Supercoppa olandese 2017 |

## Torneo
| 29 settembre 2018 Sporthal De Basis, Sliedrecht Durata: ? - Spettatori: ? | Sliedrecht | 3 - 1 | Eurosped | 25-18, 25-19, 19-25, 25-22 |